# Thrips frosti
Thrips frosti är en insektsart som beskrevs av Dudley Moulton 1936. Thrips frosti ingår i släktet Thrips och familjen smaltripsar. Inga underarter finns listade i Catalogue of Life.